# Superettan 2024
La Superettan 2024 è stata la 25ª edizione del secondo livello del campionato di calcio svedese nel suo formato attuale. La stagione è iniziata il 30 marzo e si è conclusa il 9 novembre 2024. A fine stagione il Degerfors e l'Öster sono stati promossi in Allsvenskan, mentre il Gefle e lo Skövde AIK sono stati retrocessi in Ettan.

## Stagione

### Novità
- Promosse dalla Ettan 2023
  - Sandvikens IF - Vincitore Ettan Norra
  - IK Oddevold - Vincitore Ettan Södra
- Retrocesse dalla Allsvenskan 2023
  - Degerfors
  - Varberg

### Formula
Le 16 squadre partecipanti si affrontano in un girone all'italiana con partite di andata e ritorno, per un totale di 30 giornate. Le prime due classificate ottengono la promozione in Allsvenskan, mentre la terza gioca uno spareggio con la terzultima in Allsvenskan. Le ultime due classificate vengono retrocesse in Ettan, mentre la terzultima e la quartultima giocano uno spareggio contro le seconde nei due gironi di Ettan.

## Squadre partecipanti
| Club            | Città       | Stadio          | Stagione precedente      |
| --------------- | ----------- | --------------- | ------------------------ |
| Brage           | Borlänge    | Domnarvsvallen  | 6º posto in Superettan   |
| Degerfors       | Degerfors   | Stora Valla     | 15º posto in Allsvenskan |
| Gefle           | Gävle       | Gavlevallen     | 9º posto in Superettan   |
| GIF Sundsvall   | Sundsvall   | NP3 Arena       | 10º posto in Superettan  |
| Helsingborg     | Helsingborg | Olympia         | 12º posto in Superettan  |
| Landskrona BoIS | Landskrona  | Landskrona IP   | 7º posto in Superettan   |
| Oddevold        | Uddevalla   | Rimnersvallen   | 1º posto in Ettan Södra  |
| Örebro          | Örebro      | Behrn Arena     | 11º posto in Superettan  |
| Örgryte         | Göteborg    | Gamla Ullevi    | 14º posto in Superettan  |
| Öster           | Växjö       | Visma Arena     | 4º posto in Superettan   |
| Östersund       | Östersund   | Jämtkraft Arena | 5º posto in Superettan   |
| Sandvikens IF   | Sandviken   | Jernvallen      | 1º posto in Ettan Norra  |
| Skövde AIK      | Skövde      | Södermalms IP   | 13º posto in Superettan  |
| Trelleborg      | Trelleborg  | Vångavallen     | 8º posto in Superettan   |
| Utsiktens BK    | Göteborg    | Bravida Arena   | 3º posto in Superettan   |
| Varberg         | Varberg     | Påskbergsvallen | 16º posto in Allsvenskan |

## Classifica
Aggiornata al 10 novembre 2024
|  | Pos. | Squadra         | Pt | G  | V  | N  | P  | GF | GS | DR  |
|  | ---- | --------------- | -- | -- | -- | -- | -- | -- | -- | --- |
|  | 1.   | Degerfors       | 55 | 30 | 15 | 10 | 5  | 50 | 28 | 22  |
|  | 2.   | Öster           | 54 | 30 | 15 | 9  | 6  | 55 | 31 | 24  |
|  | 3.   | Landskrona BoIS | 49 | 30 | 14 | 7  | 9  | 46 | 34 | 12  |
|  | 4.   | Helsingborg     | 47 | 30 | 13 | 8  | 9  | 41 | 34 | 7   |
|  | 5.   | Örgryte         | 44 | 30 | 12 | 8  | 10 | 50 | 43 | 7   |
|  | 6.   | Sandvikens IF   | 43 | 30 | 12 | 7  | 11 | 49 | 41 | 8   |
|  | 7.   | Trelleborg      | 42 | 30 | 12 | 6  | 12 | 33 | 38 | -5  |
|  | 8.   | Brage           | 41 | 30 | 11 | 8  | 11 | 31 | 29 | 2   |
|  | 9.   | Utsiktens BK    | 41 | 30 | 11 | 8  | 11 | 39 | 38 | 1   |
|  | 10.  | Varberg         | 39 | 30 | 10 | 9  | 11 | 46 | 44 | 2   |
|  | 11.  | Örebro          | 39 | 30 | 10 | 9  | 11 | 37 | 36 | 1   |
|  | 12.  | Oddevold        | 36 | 30 | 8  | 12 | 10 | 34 | 47 | -13 |
|  | 13.  | GIF Sundsvall   | 34 | 30 | 9  | 7  | 14 | 29 | 40 | -11 |
|  | 14.  | Östersund       | 32 | 30 | 8  | 8  | 14 | 30 | 44 | -14 |
|  | 15.  | Gefle           | 32 | 30 | 8  | 8  | 14 | 37 | 54 | -17 |
|  | 16.  | Skövde AIK      | 25 | 30 | 5  | 10 | 15 | 26 | 52 | -26 |

Legenda:
      Promosse in Allsvenskan
 Ammesse agli spareggi
      Retrocesse in Ettan
Note:
Tre punti a vittoria, uno a pareggio, zero a sconfitta.

## Spareggi

### Spareggi per la Superettan 2025
|                      | Risultati   |                      | Luogo e data                |
| -------------------- | ----------- | -------------------- | --------------------------- |
| Lunds BK             | 0 - 2       | Östersund            | Lund, 21 novembre 2024      |
| Östersund            | 3 - 2       | Lunds BK             | Östersund, 24 novembre 2024 |
|                      |             |                      |                             |
| FC Stockholm Intern. | 0 - 1       | GIF Sundsvall        | Stoccolma, 21 novembre 2024 |
| GIF Sundsvall        | 3 - 2 (dts) | FC Stockholm Intern. | Sundsvall, 24 novembre 2024 |
|                      |             |                      |                             |

## Statistiche

### Individuali

#### Classifica marcatori
| Gol | Rigori |  | Giocatore         | Squadra                          |
| --- | ------ |  | ----------------- | -------------------------------- |
| 14  | 0      |  | Dijan Vukojevic   | Degerfors                        |
| 14  | 1      |  | Assad Al Hamlawi  | Oddevold                         |
| 14  | 4      |  | Karl Holmberg     | Örebro                           |
| 13  | 1      |  | Alibek Aliev      | Öster                            |
| 13  | 2      |  | Ieltsin Camões    | Brage                            |
| 13  | 2      |  | Gustav Lindgren   | Degerfors                        |
| 13  | 3      |  | Taylor Silverholt | Helsingborg                      |
| 11  | 1      |  | Edi Sylisufaj     | Örgryte (6), Landskrona BoIS (5) |
| 11  | 1      |  | Isak Bjerkebo     | Varberg                          |